# Церковь Ярославских Чудотворцев (Казань)
Церковь Ярославских Чудотворцев (полное название — Церковь Святых Благоверных Князей Феодора, Давида и Константина, Ярославских Чудотворцев; также встречаются названия  Казанский кладбищенский храм во имя Ярославских Чудотворцев, Куртинская церковь) — православный храм в Казани, на территории Арского (Куртинского) кладбища.
Это единственная церковь Казани, которая никогда не закрывалась в советское время и является одной из наиболее почитаемых и посещаемых в Казани.

## История

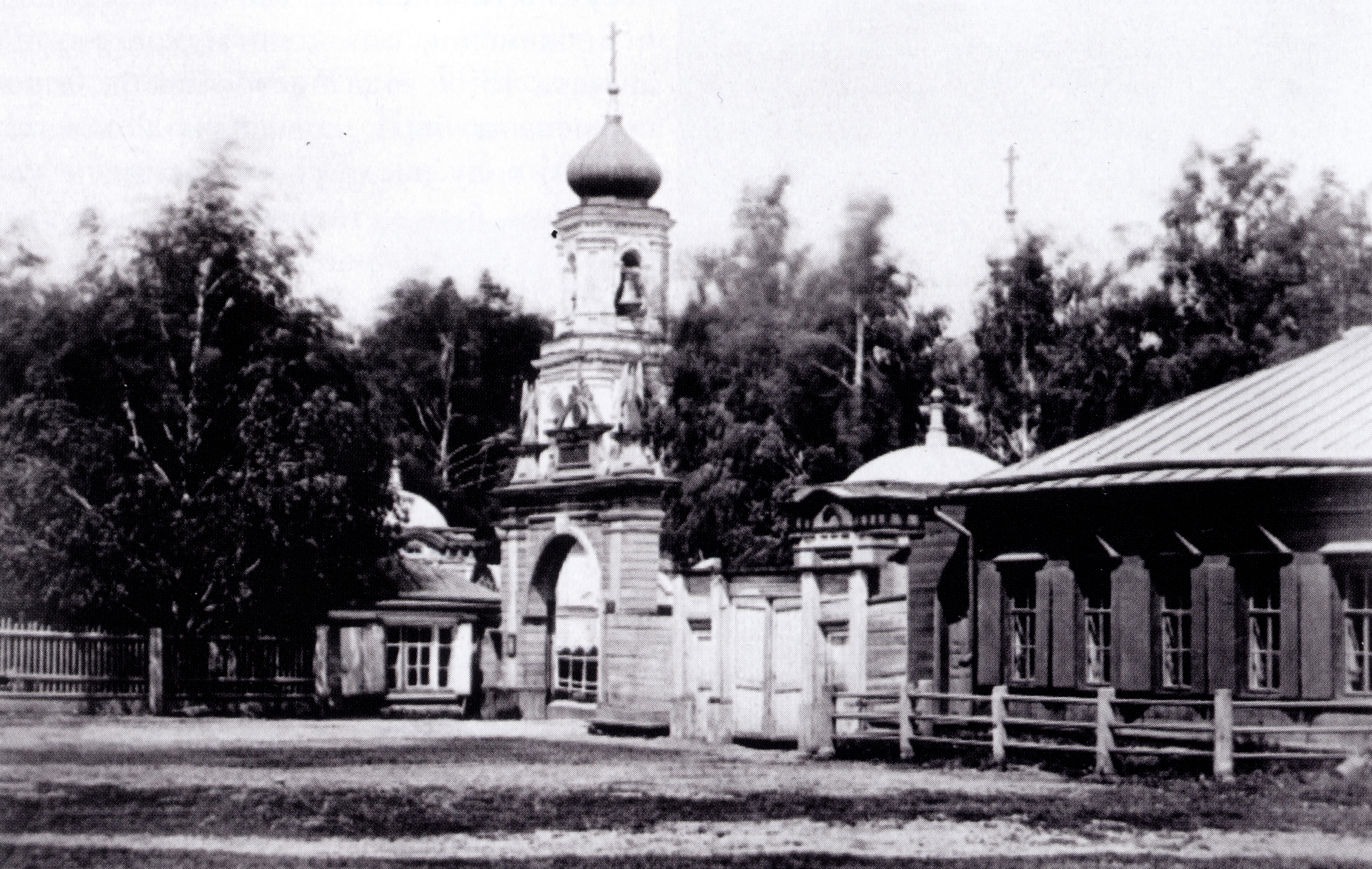
Церковь Ярославских Чудотворцев (1878)

Храм построен в 1796 году как двухпрестольный (придел был освящён во имя святителя Николая Чудотворца). В 1843 году был построен левый придел во имя святителя Никифора, патриарха Цареградского (Константинопольского), а в 1844 году — перестроен правый придел, освящённый заново во имя трёх святых: святителя Николая Чудотворца, святителя Льва папы Римского и святой праведной Марфы. В эти же годы была сооружена колокольня по проекту архитектора Ф. И. Петонди.
Постройка и реконструкция храма осуществлялись на средства городского общества. Сам храм, будучи кладбищенским и изначально сооружавшийся для отпевания православных христиан, не имел собственного прихода и был приписан к Благовещенскому кафедральному собору. Здесь обычно служили вдовые священники, переводимые из сельских приходов в награду за заслуги.
После закрытия в 1925 году Благовещенского кафедрального собора, кладбищенская церковь стала приходской.
В 1934 году, несмотря на протесты верующих и духовенства, храм был передан обновленческому епархиальному управлению Однако вскоре православной общине удалось вернуть его себе.
С 1938 по 1946 годы храм являлся единственным действующим во всей Казани. После ареста 16 декабря 1937 года архиепископа Казанского Никона (Пурлевского) Казанская кафедра более четырёх лет вдовствовала. В 1942 году община храма стала усиленно просить о скорейшем назначении епархиального архиерея, «приготовила для него отдельную квартиру с прислугой» и добилась своего. Назначенный 14 августа 1942 года в Казань архиепископ Андрей (Комаров) в ноябре прибыл к месту служения. С конца 1942 года по 1946 год храм Арского кладбища имел статус кафедрального собора.
До 1989 года церковь Святых Благоверных Князей Феодора, Давида и Константина, Ярославских Чудотворцев являлась одним из трёх действовавших в Казани православных храмов (помимо неё, функционировали Никольский собор и церковь Казанской иконы Божией Матери в посёлке Царицыно).
В 2002—2003 годах в храме был проведён ремонт, в процессе которого был заново отштукатурен и расписан главный алтарь. Внешне церковь полностью преобразилась.

## Архитектура, роспись

### Роспись
При расчистке стенных росписей в 1974 году было найдено семь слоёв живописи.

### Колокола
В настоящее время на храмовой колокольне размещаются восемь колоколов, самый большой из которых (28 пудов или 448 кг) был отлит в 1876 году на заводе Бакулевых (Вятская губерния), другой — на елабужском заводе Шишкина (9 пудов или 144 кг), на остальных ни год, ни место отливки не отмечены.

## Святыни

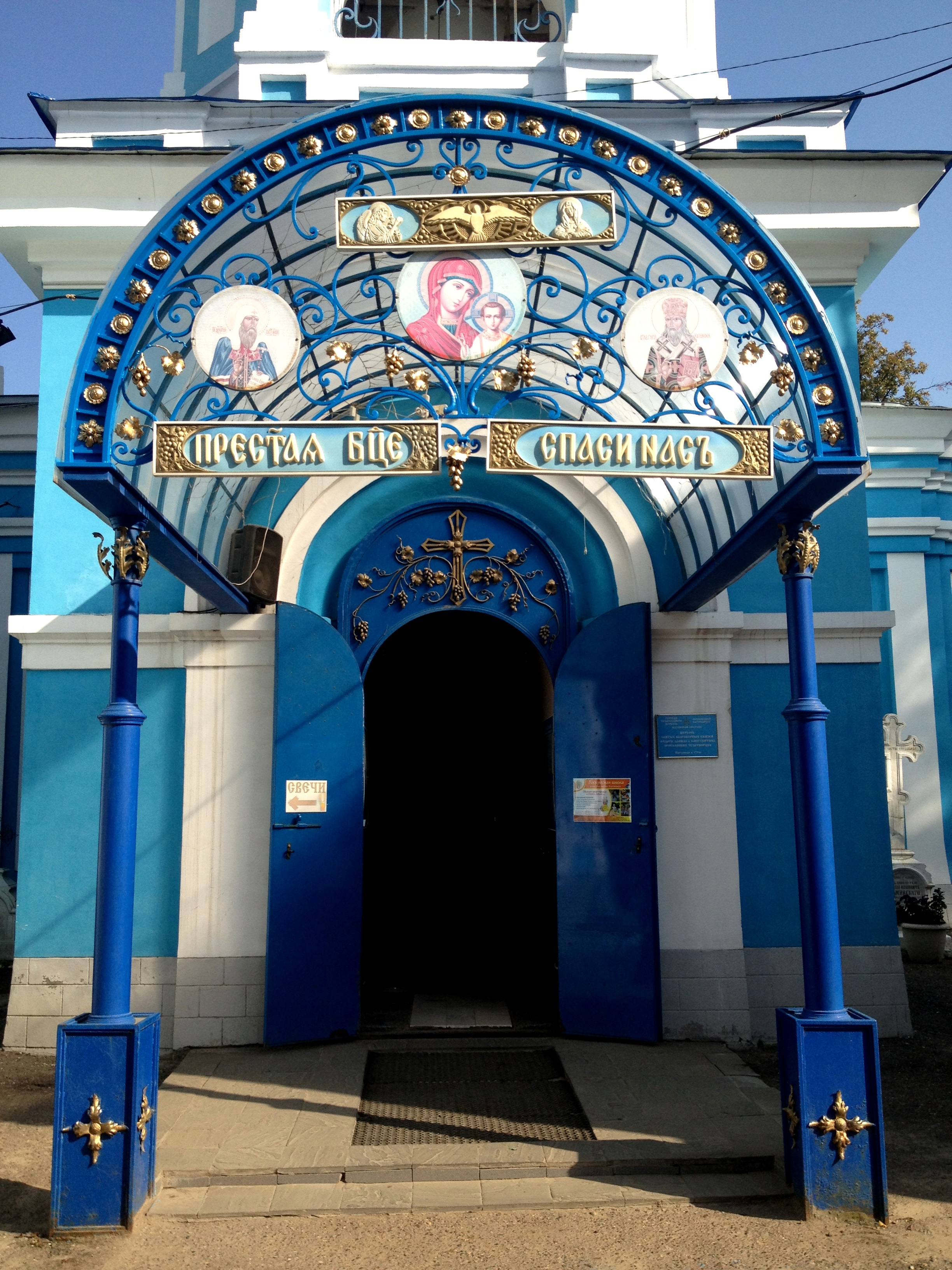
Вход в церковь Ярославских Чудотворцев

Особо чтимыми святынями храма являются чудотворный список Казанской иконы Божией Матери и мощи святителя Гурия (Г. Г. Руготина) (ок. 1500 — 1563), первого архиепископа Казанского и Свияжского.
Список Казанской иконы Божией Матери середины XVIII века находится в передней части храма у правого клироса.
Мощи святителя Гурия (Г. Г. Руготина) до революции находились в Благовещенском кафедральном соборе, а с осени 1918 года пребывали в Казанском Богородицком монастыре, затем в приходской церкви Параскевы Пятницы, в Петропавловском соборе, а с середины 1930-х годов были перенесены на нынешнее место.
Мощи помещены в массивную раку. В храме хранится также архиерейский посох святителя Гурия (Г. Г. Руготина).
Над ракой находится большой Нерукотворный образ Спасителя, являющийся копией с иконы, которая находилась на знамени Ивана IV Васильевича Грозного при взятии Казани осенью 1552 года. Как отмечает казанский историк-краевед А. М. Елдашев: «По всей видимости, икона написана тогда же в XVI веке, и долгое время находилась на Спасской башне Казанского кремля. Собственно, и сама башня название получила от образа Спаса Нерукотворного. Сначала икона находилась в специальной нише, над проездными воротами, затем в 1862 году была перенесена в часовню, сооружённую перед башней; а в 1905 году — в часовню, построенную в русском стиле на средства П. В. Щетинкина по проекту Ф. Н. Малиновского. Эта часовня в 1927 году была разобрана, а образ нашёл своё последнее пристанище в кладбищенском храме».

## Околохрамовое пространство
За алтарём храма находится могила архиепископа Казанского и Чистопольского Сергия (А. Д. Королёва) (1881—1952).
Справа от входа в церковь находится могила выдающегося русского востоковеда, педагога-миссионера, библеиста, члена-корреспондента Академии Наук Н. И. Ильминского (1822—1891/1892), с надгробием, увенчанным мраморным крестом.
Слева от церкви, у северного бокового входа, находится могила ректора Казанской духовной академии архимандрита Иннокентия (И. М. Новгородова) (1823—1868), с надгробием в виде аналоя с Евангелием.

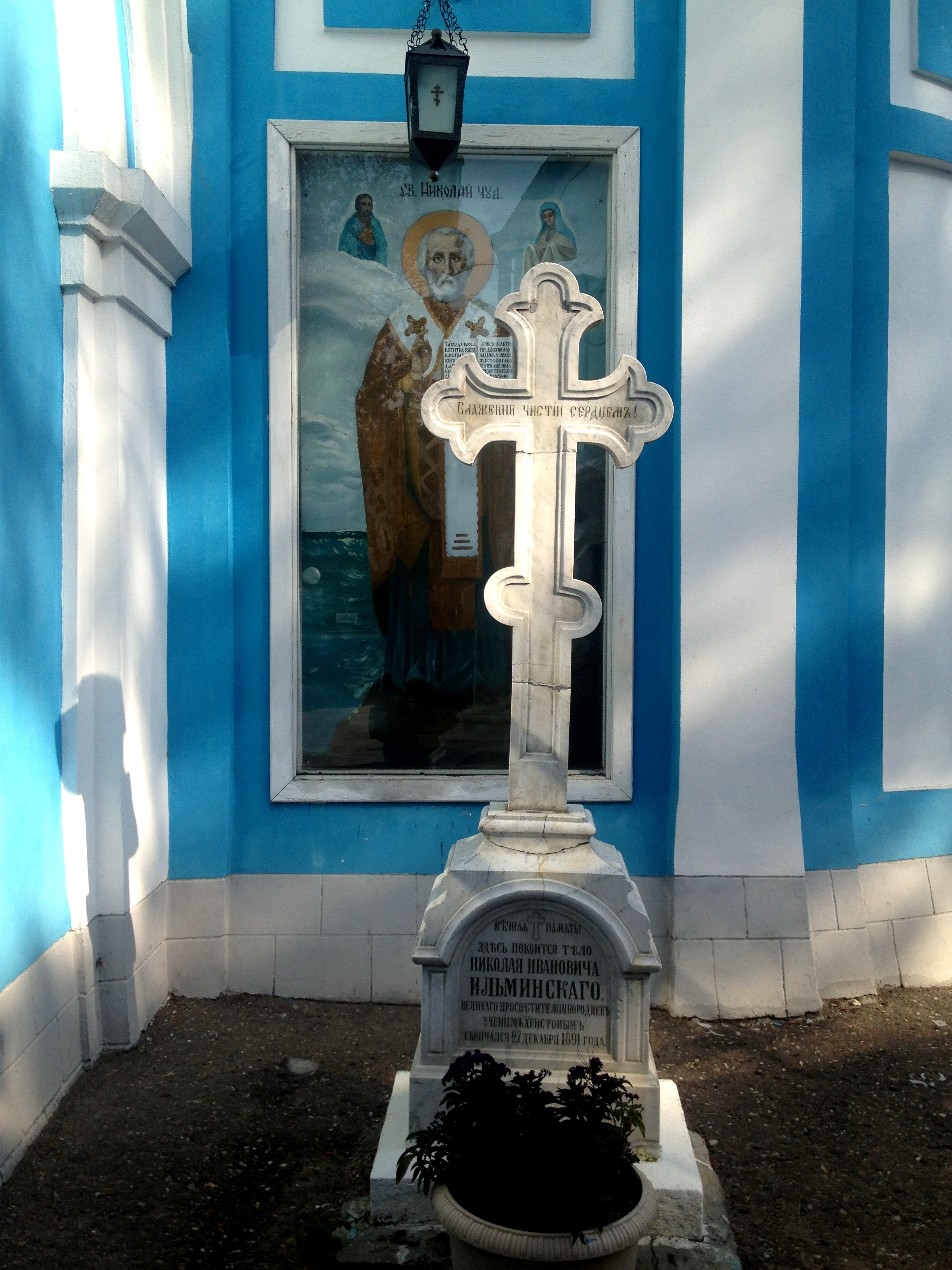
Могила Н. И. Ильминского
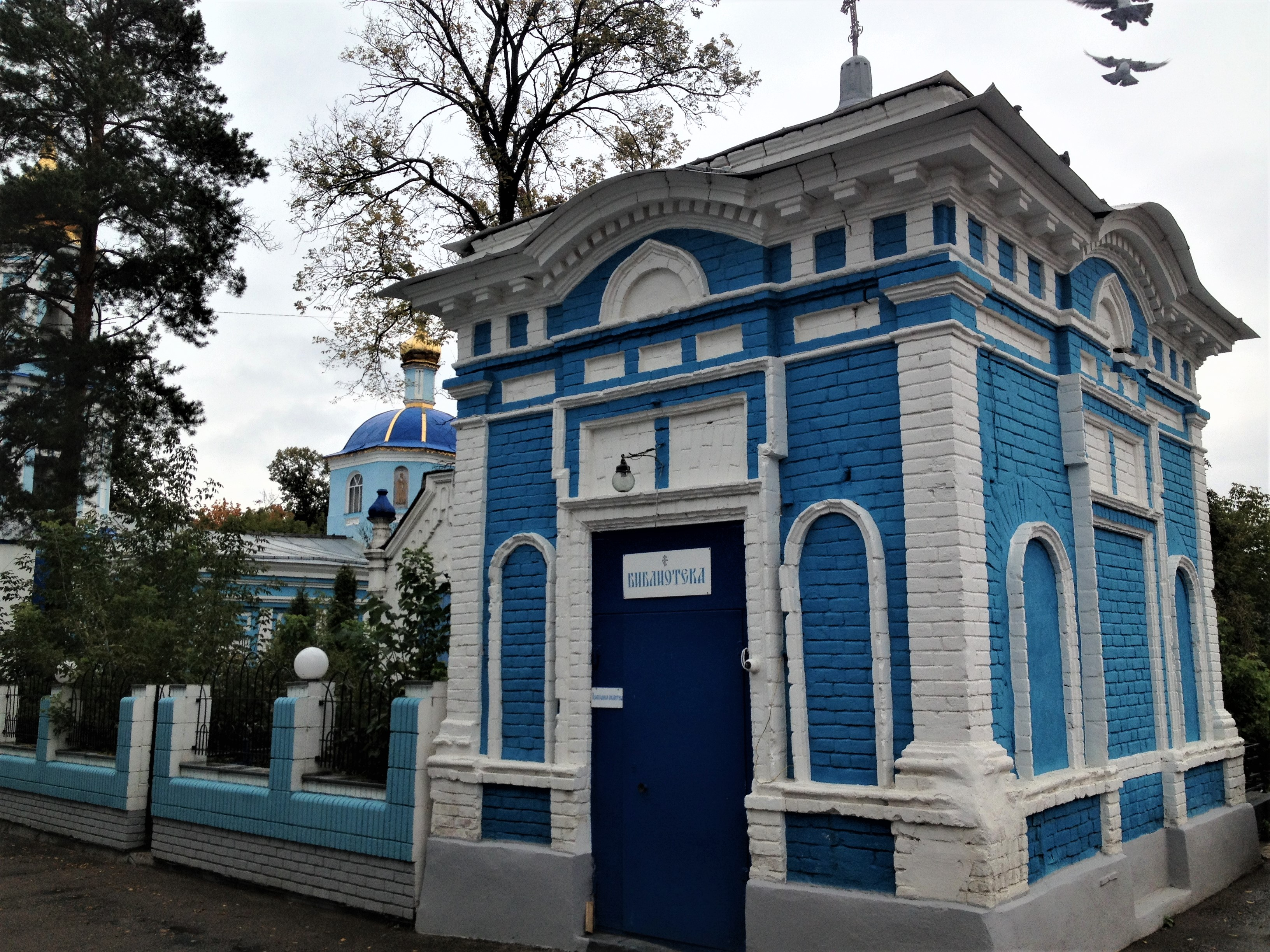
Библиотека
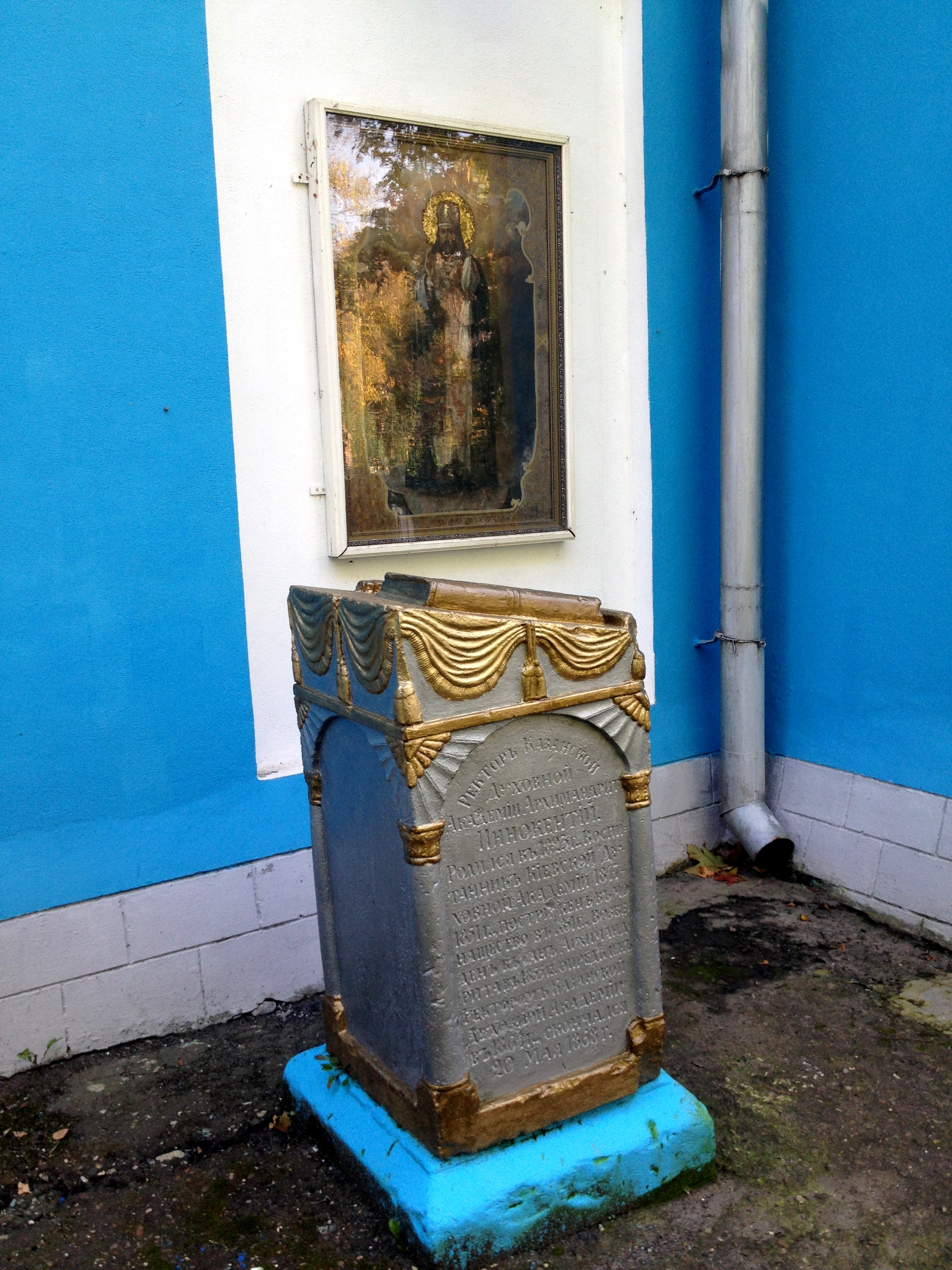
Могила архимандрита Иннокентия (И. М. Новгородова)
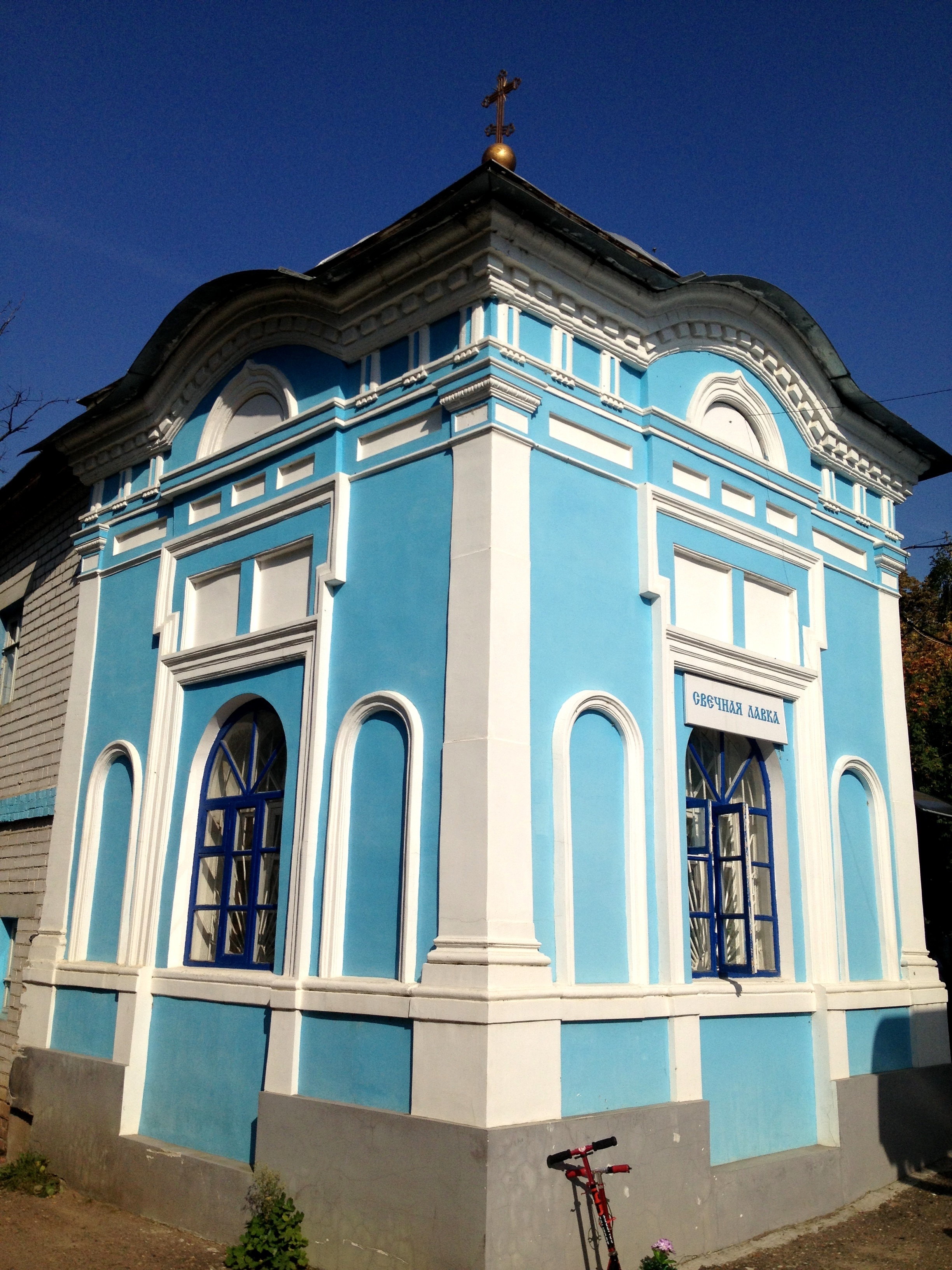
Свечная лавка

### Политические акции
16 (28) апреля 1861 года в церкви по инициативе демократически настроенных студентов Императорского Казанского университета и Казанской духовной академии была совершена панихида по «за свободу убиенным» крестьянам, расстрелянным 12 (24) апреля в селе Бездна Спасского уезда Казанской губернии (так называемые «Бездненские волнения»), вошедшая в историю как «Куртинская панихида». Панихида, собравшая около четырёхсот человек, переросла в массовую антиправительственную демонстрацию, на которой выступил профессор Казанской духовной академии А. П. Щапов. Это было первое политическое выступление студентов Императорского Казанского университета и Казанской духовной академии.

### Кражи
В ночь с 14 на 15 февраля 2016 года храм был ограблен: злоумышленники похитили золотые украшения, висевшие на окладе Казанской иконы Божией Матери, вскрыли ящики для пожертвований. 

## Духовенство
На рубеже XIX—XX веков (с 1889 года) настоятелем храма был протоиерей Иоанн Александров — отец профессора Казанского университета А. И. Александрова.